# Kamieniarze
Kamieniarze (fr. Les Casseurs de pierres) – obraz francuskiego malarza Gustave’a Courbeta. Obraz został zniszczony w 1945 r. w czasie bombardowania Drezna. Jeden obraz przygotowawczy do Kamieniarzy znajduje się w prywatnych zbiorach w Mediolanie, a drugi w Museum Oskar Reinhart am Römerholz w Winterthur.

## Opis
Inspiracją dla powstania dzieła było zwykłe wydarzenie – malarz w czasie podróży zobaczył dwóch pracujących przy rozbijaniu kamieni robotników i zapragnął uwiecznić ich na płótnie. Zaprosił ich do pracowni gdzie mu pozowali przy malowaniu. 
Na pierwszym planie Courbet przedstawił dwóch pracujących mężczyzn. Młodszy z nich umiejscowiony jest po lewej stronie płótna. Ubrany jest w brązowe spodnie w paski i jasną koszulę rozdartą na plecach. Na lewej, ugiętej w wykroku, nodze podtrzymuje kosz z kamieniami, który jest dla niego zbyt ciężki. Jest odwrócony plecami do widza, nie widać jego twarzy. Drugi mężczyzna znajduje się na prawo od centrum. Jest starszy, ale nie można określić jego wieku. Jego twarz kryje się w głębokim cieniu rzucanym przez kapelusz. Człowiek ten ubrany jest w białą koszulę i podartą kamizelkę w paski. Z kieszonki kamizelki wystaje prosta tabakiera. Nosi brązowe spodnie, na nogach ma dziurawe niebieskie skarpety i chodaki. Postać trzyma w ręku młotek, którym usiłuje rozbić leżące przed nim kamienie. Wokół dwóch mężczyzn pracujących na skraju drogi leżą narzędzia. W głębi po prawej stronie widać garnek z jedzeniem, chleb i łyżkę. 
Scena rozgrywa się u stóp ciemnego wzgórza wypełniającego prawie całe tło, jedynie w prawym górnym rogu znajduje się niewielka błękitna plama nieba; w efekcie takiego przedstawienia widz odnosi wrażenie, że robotnicy są uwięzieni. Krajobraz wydaje się typowy dla okolic Ornans, rodzinnej miejscowości Courbeta. Sytuacja na obrazie namalowana jest bez idealizacji, artysta w sposób jak najwierniejszy oddał pospolitość i surowość sceny.

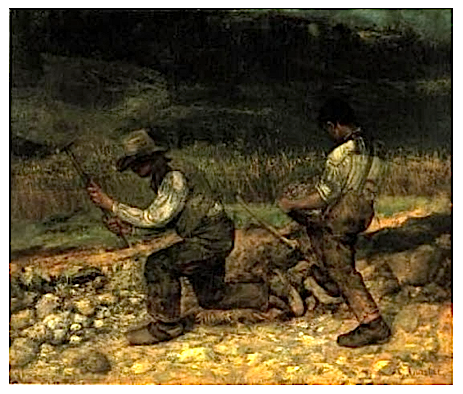
Kamieniarze (1849), olej na płótnie, 56 × 65 cm, Museum Oskar Reinhart am Römerholz, Winterthur

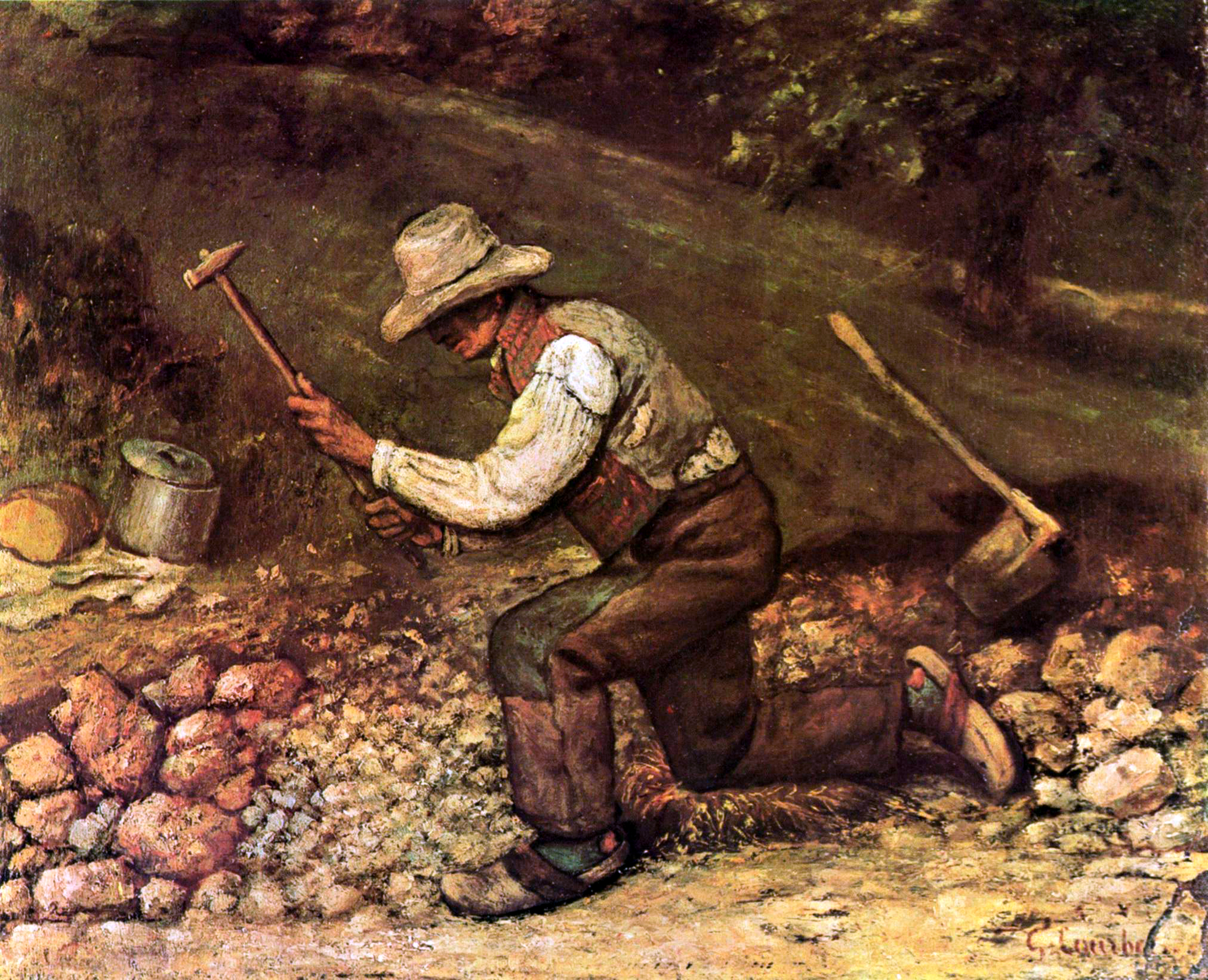
Kamieniarz (1849), olej na płótnie, 45,5 × 54,5 cm, Mediolan, kolekcja prywatna

## Przyjęcie i interpretacje
Obraz został wystawiony na Salonie w 1850 r. Wywołał tam liczne kontrowersje. W przeciwieństwie bowiem do założeń malarstwa akademickiego Courbet na płótnie o dużym formacie umieścił pospolitą scenę, a nie wzniosły temat religijny, mitologiczny bądź historyczny. Świadomym wyborem malarza było też zrezygnowanie z perspektywy z lotu ptaka na rzecz bliskiego planu, a także ze szczegółowego i gładkiego wykończenia; Courbet namalował Kamieniarzy tak, by oddać chropowatość skał i szorstkość zniszczonych robotniczych ubrań. 
Obraz powstał tuż po wydarzeniach Wiosny Ludów i w rok po ogłoszeniu Manifestu komunistycznego, był więc interpretowany przez pryzmat tych zdarzeń jako oskarżenie kapitalizmu. Przyjmowano, że wyraża socjalistyczne poglądy autora i jest nawoływaniem do rewolucji.
Współcześnie Kamieniarze uznawani są za jedno z pierwszych wielkich dzieł realistycznych, obraz-manifest nowego spojrzenia na świat i na rolę artysty. Bywa też określany jako obraz-mit.